# German University in Cairo

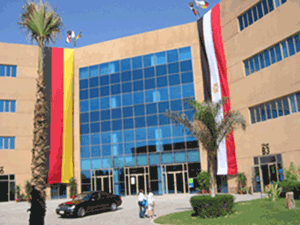
GUC

Die German University in Cairo (GUC) (arabisch الجامعة الألمانية بالقاهرة al-gamaʿa al-almāniyya bil-Qāhira) ist eine gemeinnützige Privatuniversität in New Cairo City, Ägypten. Die Gründung erfolgte 2002 durch die präsidiale Anordnung 27/2002 auf der Basis des ägyptischen Rechts Nr. 101/1992. Die Universität wurde maßgeblich durch den ägyptisch-montenegrinischen Unternehmer Samih Sawiris (Orascom Development Holding AG) mitfinanziert. Der Einfluss des Investors auf die Universität und deren Lehrinhalte ist nicht hinreichend transparent geklärt. Die GUC wird vor allem unterstützt durch die Partner Universität Ulm, Universität Stuttgart, Universität Tübingen, Universität Mannheim und die Hochschule für Grafik und Buchkunst Leipzig sowie durch den Deutschen Akademischen Austauschdienst (DAAD), das Land Baden-Württemberg und das deutsche Bundesministerium für Bildung und Forschung.
GUC bietet über 70 Studiengänge mit den Abschlüssen B.Sc., M.Sc. und Ph.D. gemäß Bologna-Prozess. Die Unterrichtssprache ist Englisch, und die Studiengänge sind in Deutschland durch ACQUIN und in Ägypten akkreditiert. Mit deutlich über 10.000 Studenten ist GUC die größte transnationale Bildungseinrichtung.

## Standorte
Der Campus der GUC im Südosten von Kairo umfasst insgesamt 577.000 m². Dazu gehören neben diversen Sportflächen auch ein Industriepark und ein Solarpark sowie nach neuestem Stand ausgestattete Labore zur Integration von Bildung, Forschung und Anwendung. Die GUC unterhält zusätzlich ein Gästehaus in Ulm, sowie mehrere Verbindungsbüros in Deutschland mit dem Ziel, die Mobilität der Studenten und Forschern bzw. Lehrpersonen zu stärken.
Seit 2012 betreibt die GUC den „GUC Berlin Campus“ in Reinickendorf/Tegel. Dieser dient lediglich dem Austausch, der Durchführung von Workshops und als Veranstaltungsort für Studierende der GUC.

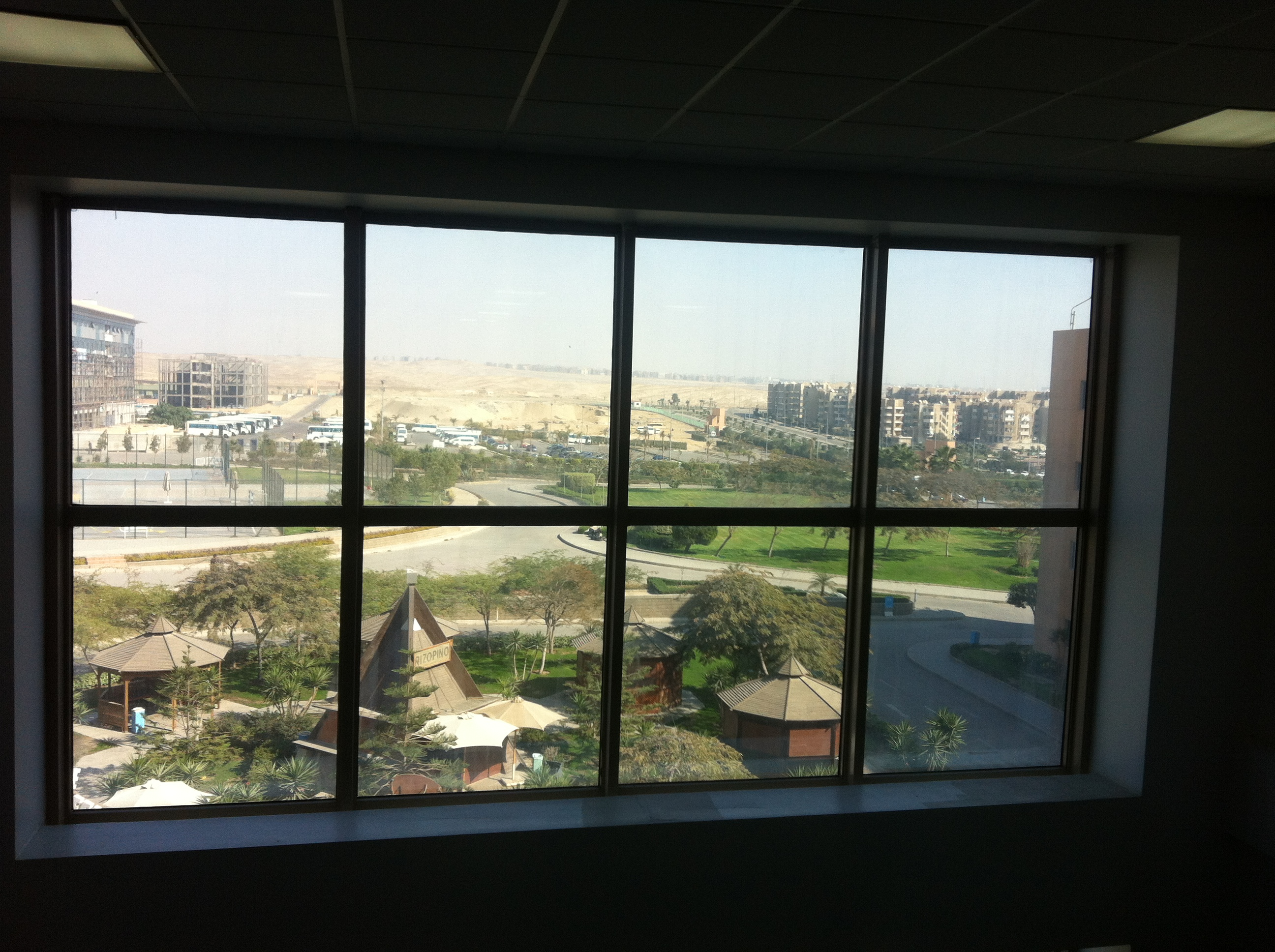
Innenansicht von Campus und Wüste

## Governance
Die GUC ist gegliedert in folgende Fakultäten: Information Engineering & Technology, Media Engineering & Technology, Engineering & Material Sciences, Management Technology, Pharmacy & Biotechnology, Applied Sciences & Arts, Law and Legal Studies sowie Postgraduate Studies & Scientific Research.
Die Universität ist unabhängig und selbstverwaltet auf der Grundlage ihrer Satzung: dem Board of Trustees obliegt die grundlegende Aufsicht, und davon unabhängig berät das University Council den Universitätspräsidenten bzw. die Vizepräsidenten in akademischen Angelegenheiten. Beide Gremien sind mit Persönlichkeiten aus Deutschland und Ägypten besetzt. Mitglieder des Board of Trustees sind u. a (Stand Februar 2025).:
- Ashraf Mansour (Vorsitzender, Gründer der GUC)
- Dieter Fritsch (stellvertretender Vorsitzender für akademische Angelegenheiten, ehemaliger Rektor der Universität Stuttgart)
- Peter Frankenberg (ehemaliger Minister für Wissenschaft, Forschung und Kunst des Landes Baden-Württemberg)
- der jeweilige deutsche Botschafter in Ägypten
- Annette Schavan (ehemalige Bundesministerin für Bildung und Forschung)
- Wolfram Ressel (Rektor der Universität Stuttgart)
- Michael Weber (Rektor der Universität Ulm)
- Karl Joachim Ebeling (ehemaliger Rektor der Universität Ulm)
- Kai Sicks (Generalsekretär, Deutscher Akademischer Austauschdienst)
- Ibrahim El-Dimeery (ehemaliger ägyptischer Minister für Verkehr)
- Gamal Nada (Richter, ehemaliger Präsident des ägyptischen Council of State)
- Ulrich Zürn (Gesellschafter-Geschäftsführer bei Dr. Horn Unternehmensberatung GmbH für Wirtschaftsprüfung und Steuerberatung, Ulm)

## Außenwahrnehmung
Das Auswärtige Amt fördert weltweit Hochschulpartnerschaften und nennt als erstes Beispiel die "Deutsche Universität in Kairo". Das deutsche Bundesministerium für Bildung und Forschung sieht die GUC vor allem in der Kontinuität deutsch-ägyptischer Bildungskooperation: „Die erste ‚deutsche‘ Privatuniversität im Ausland (formal handelt es sich um eine private Einrichtung nach ägyptischem Recht mit deutschem Namen) ist von großer politischer Bedeutung in der langjährigen und traditionsreichen Bildungskooperation an Spree und Nil, die vor über hundert Jahren mit den deutschen konfessionellen Schulen in Kairo und Alexandria begann.“
Anlässlich des 15-jährigen Bestehens würdigt der Deutsche Akademische Austauschdienst die GUC als ein „außerordentliches Beispiel“ Transnationaler Bildung und als eine „der größten und renommiertesten Hochschulen in der Region“. Die GUC stehe „für Transnationale Bildung ‚Made in Germany‘, die weltweit erfolgreich einen eigenständigen, partnerschaftlichen Ansatz etabliert hat, von dem beide Seiten profitieren.“ Der Informationsdienst Wissenschaft IDW vermeldet: „Die GUC gilt heute über Ägypten hinaus als Modell und als größtes Hochschulprojekt, das mit deutscher Beteiligung realisiert wurde.“